# Digalaktozildiacilglicerol sintaza
Digalaktozildiacilglicerol sintaza (EC 2.4.1.241, DGD1, DGD2, DGDG sintaza, UDP-galaktoza-zavisna DGDG sintaza, UDP-galaktoza-zavisna digalaktozildiacilglicerol sintaza, UDP-galaktoza:MGDG galaktoziltransferaza, UDP-galaktoza:3-(beta--galaktozil)-1,2-diacil--glicerol 6-alfa-galaktoziltransferaza) je enzim sa sistematskim imenom UDP-alfa--galaktoza:3-(beta--galaktozil)-1,2-diacil--glicerol 6-alfa-galaktoziltransferaza. Ovaj enzim katalizuje sledeću hemijsku reakciju
UDP-alfa--galaktoza + 3-(beta--galaktozil)-1,2-diacil--glicerol {\displaystyle \rightleftharpoons } UDP + 3-[alfa--galaktozil-(1->6)-beta-D-galaktozil]-1,2-diacil--glicerol
Za dejstvo ovog enzima je neophodan Mg2+. Diacilglicerol ne može da služi kao akceptorski molekule za galaktozilaciju u reakciji katalizovanoj enzimom EC 2.4.1.46, monogalaktozildiacilglicerol sintaza.

## Literatura
- Nicholas C. Price; Lewis Stevens (1999). Fundamentals of Enzymology: The Cell and Molecular Biology of Catalytic Proteins (Third изд.). USA: Oxford University Press. ISBN 019850229X.
- Eric J. Toone (2006). Advances in Enzymology and Related Areas of Molecular Biology, Protein Evolution (Volume 75 изд.). Wiley-Interscience. ISBN 0471205036.
- Branden C; Tooze J. Introduction to Protein Structure. New York, NY: Garland Publishing. ISBN 0-8153-2305-0.
- Irwin H. Segel. Enzyme Kinetics: Behavior and Analysis of Rapid Equilibrium and Steady-State Enzyme Systems (Book 44 изд.). Wiley Classics Library. ISBN 0471303097.

## Spoljašnje veze
- Digalactosyldiacylglycerol+synthase на 